# ロバート・ウェッバー
ロバート・ウェッバー（Robert Webber、1924年10月14日 - 1989年5月19日）は、アメリカ合衆国の俳優。片仮名表記は他にもロバート・ウェーバー、ロバート・ウェバーがあり、稀にロバート・ウェーヴァー表記が見られる。身長182センチ。
俳優としての特徴
1940年代末から映画出演する傍ら、ブロードウェイの舞台にも立った。1950年代には低予算の犯罪物等で主演も務めたが、シドニー・ルメット監督の『十二人の怒れる男』（1957年）の12番陪審員役で目立つ様になり、世間的に認知された。
1960年代に入るとハリウッド・メジャー作品の重要な脇役として重宝され、主に生真面目かつ堅物、堅実な人物を目立って演じた。ヴィンセント・ミネリ監督の『いそしぎ』（1965年）やジャック・スマイト監督の『動く標的』（1966年）、ロバート・オルドリッチ監督の『特攻大作戦』（1967年）等でも印象を残し、当時はキャリアの上昇期でもあり、性格俳優としての地位を築いた。
この時期にはイタリア映画にも招かれ、『殺しのテクニック』（1966年）のニヒルな殺し屋が当たり役の一つになった。また、翌年には『捜査網せばまる』にも出演したが、以来1970年代末までイタリア映画には出演しなかった。また、『殺しのテクニック』への出演からディーン・マーティン主演のスパイ喜劇『サイレンサー/沈黙部隊』（1966年）での殺し屋役への起用へ繋がった。尚、『エマニエル夫人』（1974年）のジュスト・ジャカン監督のフランス映画『マダム・クロード』（1977年）にも出演している。
1970年代に入ると『殺しのテクニック』で見せた様なニヒルさに加え、サム・ペキンパー監督の『ガルシアの首』（1974年）では女性を平気で殴るゲイの殺し屋を演じ、ハードかつ粗暴な味わいを発揮した。他にも『ミッドウェイ』（1976年）の様なスターの顔見せ映画にも出演していた。
硬派な男臭さだけがウェッバーの魅力ではなく『現金作戦』（1966年）や『サンタモニカの週末』（1967年）、『バンクジャック』（1972年）、『プライベート・ベンジャミン』（1980年）等の喜劇作品でもコミカルなオカシ味を見せ、ブレーク・エドワーズ監督の『ピンク・パンサー4』（1978年）では彼自身のパロディとも取れる芝居を披露していた。また、オルドリッチ監督の『クワイヤボーイズ』（1977年）にもスター俳優でありながら端役に甘んじた。
1980年代から晩年はテレビ映画への出演が多かった。『スターフライト・ワン』（1982年/テレビ映画）等も日本で紹介されている。また、リチャード・ブルックス監督の報道風刺劇『シークレット・レンズ』（1982年）にもレスリー・ニールセン、ヘンリー・シルヴァ、ジョン・サクスン、ハーディー・クルーガー、G・D・スプラドリン、ディーン・ストックウェル等々の渋い面々と共に顔を見せた。
40年近くに渡るキャリアでテレビ・シリーズのゲスト出演も少なくなく、『ライフルマン』や『ルート66』、『スパイ大作戦』、『鬼警部アイアンサイド』、『刑事コジャック』、『こちらブルームーン探偵社』等、多数に上る。

## 出演作品

### 映画
- 『明日なき男』 - Highway 301 （1950年、William B. 'Bill' Phillips）
- 『十二人の怒れる男』 - 12 Angry Men （1957年、陪審員12番、優柔不断な小心者サラリーマン）
- 『七月の女』 - The Stripper （1963年、Ricky Powers）
- 『サイレンサー/沈黙部隊』 - The Silencers （1966年、Sam Gunther 犯罪組織の幹部）…右に紹介された写真
- 『動く標的』 - Harper （1966年、ドワイト・トロイ（フェイ（かつての人気女優）の夫））
- 『殺しのテクニック』 - Tecnica di un omicidio (イタリア) （1966年 イタリア映画、Clint Harris）
- 『現金作戦』 - Dead Heat on a Merry-Go-Round （1966年、Milo Stewart）
- 『特攻大作戦』 - The Dirty Dozen （1967年、デントン准将）
- 『サンタモニカの週末』 - Don't Make Waves （1967年、Rod Prescott）
- 『捜査網せばまる』 - Qualcuno ha tradito (イタリア) 米:Every Man Is My Enemy （1967年 イタリア・フランス映画、トニー・コスタ）
- 『悪女のたわむれ』 - The Big Bounce （1969年、Bob Rodgers）
- 『ボクサー』 - The Great White Hope （1970年、ディクソン）
- 『バンクジャック』 - $ （1971年、Mr. North, Attorney）
- 『ガルシアの首』 - Bring Me the Head of Alfredo Garcia （1974年、サペンスリー 賞金稼ぎ）
- 『ミッドウェイ』 - Midway （1976年、フランク・J・フレッチャー海軍少将）
- 『クワイヤボーイズ』 - The Choirboys （1977年、リッグス本部長補佐）
- 『すばらしき仲間たち』 - Casey's Shadow （1978年、Mike Marsh）
- 『ピンク・パンサー4』 - Revenge of the Pink Panther  （1978年、フィリップ・ドゥーヴィエ）
- 『ガーデニア』 - Gardenia il giustiziere della mala (イタリア) 米: Gardenia （1979年 イタリア映画、トニー・カルーソ（日本語吹替版ではジャクソン））
- 『テン』 - 10 （1979年、ヒュー）
- 『プライベート・ベンジャミン』 - Private Benjamin （1980年、ソーンブッシュ大佐）
- 『S.O.B.』 - S.O.B. （1981年、ベン）
- 『シークレット・レンズ』 - Wrong Is Right （1982年、Harvey）
- 『ファイナル・オプション』 - 英: Who Dares Wins, 米: The Final Option （1982年 イギリス映画、アイラ・ポッター将軍）
- 『ワイルド・ギースII』 - Wild Geese II （1985年 イギリス映画、ロバート・マッキャン）
- 『ナッツ』 - Nuts（1987年、Francis MacMillan）

### テレビ・テレビ映画
- 『赤い暗闇』 - The Movie Murderer （1970年 テレビ映画、Karel Kessler）
- 『二重スパイ・国際謀略作戦』 - Hauser's Memory （1970年 テレビ映画、Dorsey）
- 『警部マクロード／ニューヨークのわな』 - McCloud: Top of the World, Ma! （1971年 NBCミステリー・ムービー、Fritz August）
- 『華麗なる泥棒』 - Thief （1971年 テレビ映画、James Calendar）
- 『バナチェック登場(英語版)／消えたフットボール選手』 - Banacek: Let's Hear It for a Living Legend （1972年 NBCウェンズデー・ミステリー・ムービー、Jerry Brinkman）
- 『赤い殺人鬼／カリフォルニア殺人事件』 - Hawkins （1973年、Carl Vincent TVシリーズ「ホーキンズ(英語版)」のパイロット版）
- 『ストリート・オブ・L.A.』 - The Streets of San Francisco （1974年 テレビ映画、Al Cooper）
- 『脱走の谷／恐怖の人妻誘拐』 - Death Stalk （1975年 テレビ映画、Hugh Webster）
- 『マッコイと野郎ども／シッポをつかめ』 - McCoy: New Dollar Day（1976年 NBCサンデー・ミステリー・ムービー）
- 『OH！ハードボイルド』 - Tenspeed and Brown Shoe （1980年 テレビドラマ、Herman LaCross）
- 『SFスターフライトI』 - Starflight One,Starflight: The Plane That Couldn't Land （1983年 テレビ映画、フェリックス）
- 『こちらブルームーン探偵社』 - Moonlighting （1985〜1989年 テレビドラマ、Alexander Hayes（6エピソード））
- 『CIA・バイオニック・エージェント／アサシン』 - Assassin （1986年 テレビ映画、Calvin Lantz）
- 『クライムエイリアン／何かがあなたを狙ってる』 - Something Is Out There （1988年 テレビドラマ、エスタブルック署長（6エピソード））